# 小沼巧
小沼 巧（おぬま たくみ、1985年12月21日 - ）は、日本の政治家、経産官僚。立憲民主党所属の元参議院議員（1期）。

## 来歴
茨城県大洋村（現・鉾田市）出身。清真学園高等学校を経て、早稲田大学政治経済学部卒業。早大在学中には早稲田大学雄弁会に所属していた。大学卒業後、経済産業省に入省し、通商政策課長補佐等を務める。
経産省を退職後、ボストン・コンサルティング・グループに約1年半勤務し、2019年5月に退社した。
2019年5月27日、立憲民主党が第25回参議院議員通常選挙茨城県選挙区に小沼を擁立すると発表。この選挙では同年1月頃から立憲民主党本部が小沼の擁立を検討していたが、改選を迎える国民民主党現職の藤田幸久が立憲に移籍し、国民を除籍されたため、立憲・国民両党県連の間でわだかまりが発生。小沼が原発ゼロを主張していることもあり、5月には立憲県連が国民県連や連合茨城に配慮する形で小沼以外の候補者を擁立することで合意していた。最終的に立憲・国民両党県連と連合茨城の3者は国民民主党の女性県議を擁立することで大筋合意したが、立憲民主党本部が土壇場でひっくり返す形で小沼の擁立を決め、これらの経緯から国民県連は小沼と政策協定を結んだものの、推薦は見送った。7月21日の投開票の結果、得票数2位で初当選した（前述の藤田は比例区から立候補し、落選）。第211回国会は農林水産委員会、地方創生及びデジタル社会の形成等に関する特別委員会、「国民生活・経済及び地方に関する調査会」に所属した。
2024年7月16日、立憲民主党公認で翌年7月の第27回参議院議員通常選挙の茨城県選挙区から出馬することが内定した。2025年7月20日の投開票の結果、自由民主党現職の上月良祐、参政党新人の桜井祥子に得票数で及ばず、定数2に対し3位となったため落選。

## 政策・主張

### 憲法
- 憲法改正についての各メディアのアンケートの結果は以下のとおり。
  - 2019年 - 朝日新聞社には「どちらかといえば反対」と回答[12]。
  - 2025年 - NHKには「反対」と回答[13]。
  - 2025年 - 読売新聞社には「どちらかといえば反対」と回答[14]。
- 9条への自衛隊の明記について、2025年のNHKのアンケートで「反対」と回答[13]。
- 憲法を改正し緊急事態条項を設けることについて、2025年のNHKのアンケートで「反対」と回答[13]。

### 外交・安全保障
- 「他国からの攻撃が予想される場合には先制攻撃もためらうべきではない」との問題提起に対し、2019年の朝日新聞社のアンケートで「どちらかと言えば反対」と回答[12]。
- 「北朝鮮に対しては対話よりも圧力を優先すべきだ」との問題提起に対し、2019年の朝日新聞社のアンケートで「どちらとも言えない」と回答[12]。
- 日本の防衛力をさらに強化することについて、2025年の日本テレビのアンケートで「やや賛成」と回答[15]。

### ジェンダー
- 選択的夫婦別姓制度の導入について、2019年の朝日新聞社、2025年の日本テレビ、同年の読売新聞社のアンケートで「賛成」と回答[12][15][14]。
- 同性婚を可能とする法改正について、2019年の朝日新聞社、2025年の日本テレビ、同年のNHKのアンケートで「賛成」と回答[12][15][13]。

### その他
- 「治安維持のためプライバシーや個人の権利の制約は当然だ」との問題提起に対し、2019年の朝日新聞社のアンケートで「どちらかと言えば反対」と回答[12]。
- アベノミクスについて、2019年の朝日新聞社のアンケートで「どちらかと言えば評価しない」と回答[12]。
- 消費税率を10％より高くすることについて、2019年の朝日新聞社のアンケートで「反対」と回答[12]。
- 物価⾼対策として消費税率を引き下げることについて、2025年の日本テレビのアンケートで「やや賛成」と回答[15]。
- 「2025年の参院選後、連携したいと考える政党を次の中からあげてください」との同年の読売新聞社のアンケートに対し「国民民主党、社民党」と回答[14]。

## 選挙歴
| 当落 | 選挙                     | 執行日         | 年齢 | 選挙区       | 政党         | 得票数     | 得票率 | 定数 | 得票順位 /候補者数 | 政党内比例順位 /政党当選者数 |
| ---- | ------------------------ | -------------- | ---- | ------------ | ------------ | ---------- | ------ | ---- | ------------------ | ---------------------------- |
| 当   | 第25回参議院議員通常選挙 | 2019年07月21日 | 33   | 茨城県選挙区 | 旧立憲民主党 | 23万7614票 | 22.45% | 2    | 2/5                | /                            |
| 落   | 第27回参議院議員通常選挙 | 2025年07月20日 | 39   | 茨城県選挙区 | 立憲民主党   | 28万716票  | 22.55% | 2    | 3/8                | /                            |